# Guido Bertolaso
Guido Bertolaso (Roma, 20 marzo 1950) è un funzionario e medico italiano, dal 2 novembre 2022 assessore al Welfare di Regione Lombardia. Dal 2001 al 2010 è stato direttore del Dipartimento della protezione civile della Presidenza del Consiglio dei ministri e dal 2008 al 2010 sottosegretario alla Presidenza del Consiglio con delega all'Emergenza rifiuti in Campania nel IV Governo Berlusconi.
Ha ricoperto inoltre l'incarico di commissario straordinario per le seguenti emergenze: Terremoto dell'Aquila, Crisi dei rifiuti in Campania, vulcani nelle Eolie, aree marittime di Lampedusa, bonifica del relitto della Haven, rischio bionucleare, Mondiali di ciclismo di Varese del 2008, presidenza del G8 dell'Aquila del 2009, area archeologica romana, prevenzione da rischi SARS, frana a Cavallerizzo (frazione di Cerzeto, CS), dal 2005 al 2010, commissario delegato per l’Emergenza incendi boschivi dal 2007 al 2010. Nel 2020 viene chiamato in via straordinaria a ricoprire l'incarico di consulente in Lombardia, Marche, Sicilia e Umbria per l'emergenza COVID-19.

## Biografia
Era figlio di Giorgio Bertolaso, generale di squadra aerea scomparso nel 2009, pilota decorato durante la seconda guerra mondiale, primo italiano a volare con il Lockheed F-104 Starfighter; da generale arrivò a ricoprire l'incarico di capo della Direzione generale del personale dell'Aeronautica Militare. È sposato con Gloria Piermarini, da cui ha avuto due figlie, ed ha un fratello di nome Antonio, il quale ha seguito le orme paterne nell'Aeronautica.
L'11 novembre 1977 si è laureato con lode in medicina e chirurgia presso l'Università "La Sapienza" di Roma. Ha conseguito il Master of Science in Public Health presso la Liverpool School of Tropical Medicine.  Dopo aver svolto attività di ricerca nel campo delle malattie tropicali in Africa, ha creato e diretto ospedali in zone di guerra, è stato coordinatore dei progetti nei paesi in via di sviluppo della Farnesina, capo del Dipartimento degli Affari Sociali, vice direttore esecutivo dell'UNICEF, vice commissario vicario per il Grande Giubileo del 2000.

### Capo della Protezione Civile

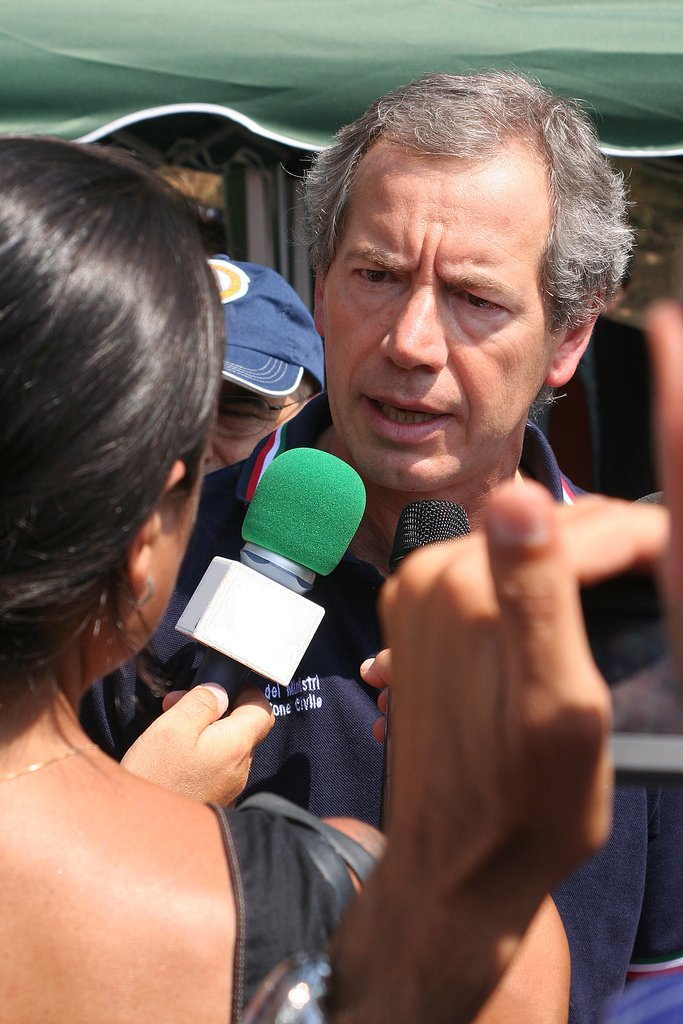
Guido Bertolaso durante un'intervista

È stato una prima volta a capo del Dipartimento della Protezione Civile tra il 1996 e il 1997 (Governo Prodi I).
È tornato in quel ruolo il 7 settembre 2001, durante il Governo Berlusconi II.
È stato anche Commissario straordinario del governo per la prevenzione da rischi SARS tra 2003 e 2004 e Commissario per l'emergenza di Cavallerizzo di Cerzeto (frana del 7 marzo 2005) su delega della Commissione Parlamentare di Inchiesta sulla intelligence I
Italiana (cosiddetta Commissione Mitrochin) ha gestito con il SISMI l'emergenza connessa al ritrovamento di siluri nucleari nel Golfo di Napoli abbandonati da un sottomarino sovietico nel 1970.
Nell'ottobre 2006 è stato nominato dall'allora governo Prodi Commissario straordinario per l'emergenza rifiuti in Campania, incarico che lasciò il 7 luglio 2007, dopo numerose polemiche e uno scontro a distanza con l'allora ministro dell'ambiente Alfonso Pecoraro Scanio, soprattutto a causa della volontà di aprire una discarica a Valle Masseria, nel comune di Serre, a ridosso di un'oasi del WWF. Nel 2007 è stato nominato Commissario delegato per l'emergenza incendi boschivi e nel 2008, durante il primo Consiglio dei ministri del Governo Berlusconi IV, è stato nominato sottosegretario ai rifiuti, tornando così a occuparsi dell'emergenza campana.
Nel 2008 è stato nominato dal ministro dei beni e delle attività culturali Sandro Bondi Commissario dell'area archeologica romana.
Il 6 aprile 2009 è stato nominato Commissario straordinario per l'emergenza nella gestione del dopo terremoto dell'Abruzzo.

### Dimissioni dalla Protezione Civile
Il 5 novembre 2010 ha annunciato la sua decisione di voler lasciare la Protezione Civile e il posto da sottosegretario, scegliendo di andare in pensione dall'11 novembre. La carica di capo della Protezione Civile è stata assunta da Franco Gabrielli, vice capo del Dipartimento. L'11 novembre le dimissioni di Bertolaso sono state ufficializzate sulla Gazzetta Ufficiale. La direzione del Dipartimento è stata assunta ad interim da Francesco Paolo Tronca, capo distretto nazionale dei Vigili del Fuoco, prima della formalizzazione della nomina di Franco Gabrielli, che è avvenuta il 13 novembre con l'approvazione di Palazzo Chigi.

### Possibile candidato sindaco di Roma (2016 e 2021)

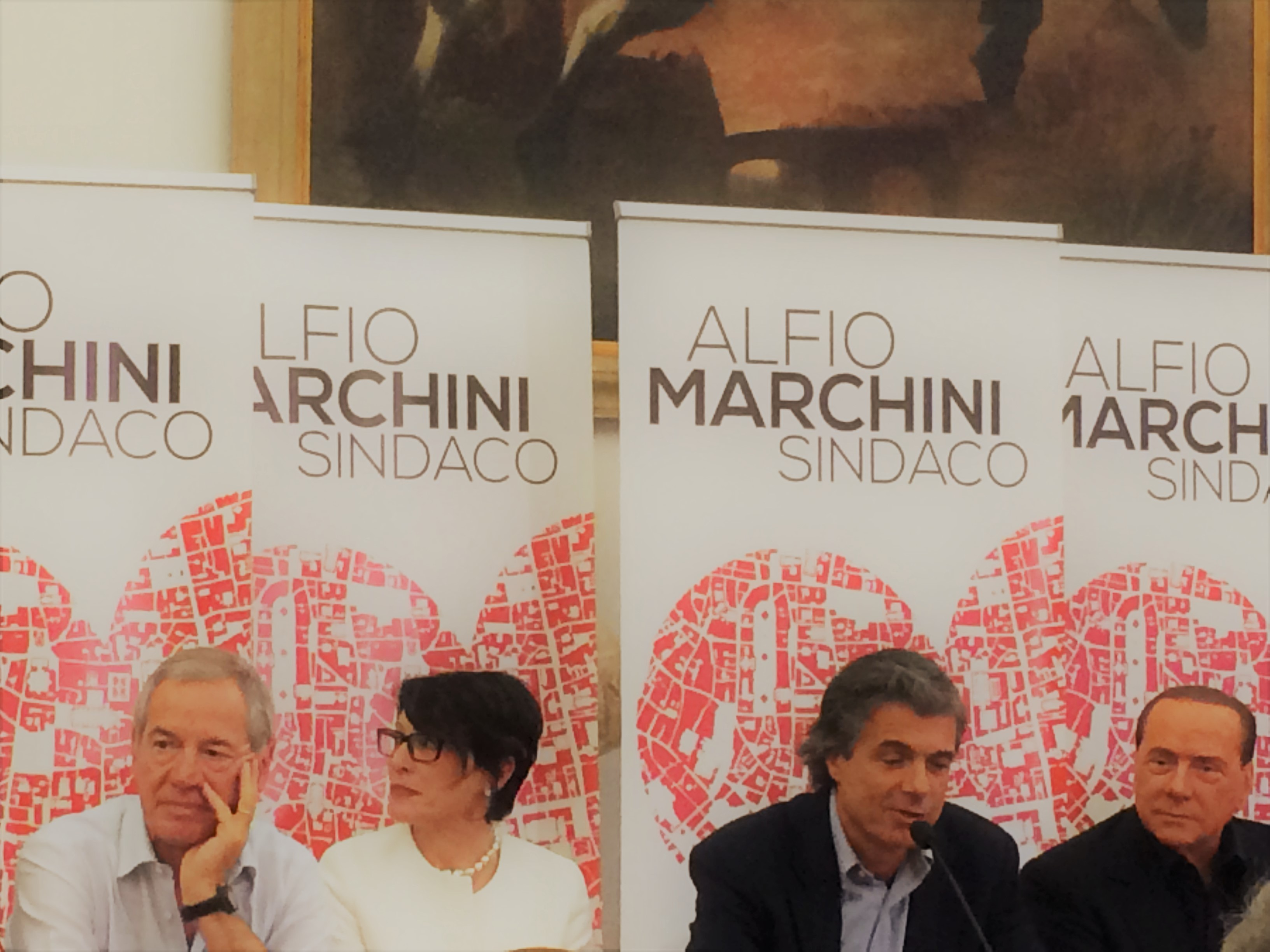
Bertolaso accanto al candidato sindaco Alfio Marchini ed a Silvio Berlusconi durante la campagna per le comunali del 2016

Il 12 febbraio 2016 è stato indicato, dopo un vertice tra Silvio Berlusconi, Matteo Salvini e Giorgia Meloni, come candidato unitario del centro-destra per Forza Italia, Lega Nord e Fratelli d'Italia per la carica di sindaco di Roma, sino a quando, rompendo l'accordo originariamente intercorso, il 16 marzo 2016, la stessa Meloni ha presentato la propria candidatura, con l'appoggio della Lega Nord che, non senza polemiche, da lui parimenti prenderà le distanze. Il 28 aprile ha annunciato il suo ritiro dalla competizione, poiché Forza Italia ha scelto di appoggiare Alfio Marchini per far convergere l'elettorato di centro-destra.
Nel marzo 2021 Lega e Forza Italia, con la contrarietà di Fratelli d’Italia, hanno riproposto Bertolaso a sindaco di Roma; tuttavia lui ha declinato l'offerta poiché impegnato come consulente nella lotta alla pandemia di COVID-19.

### Consulente per l’emergenza Coronavirus e assessore in Lombardia
Nel pieno dell'emergenza COVID-19, il 14 marzo 2020 è stato annunciato che avrebbe ricoperto l'incarico di consulente personale del presidente della Regione Lombardia Attilio Fontana per la realizzazione del progetto riguardante la costruzione di un grande ospedale specialistico alla Fiera di Milano in grado di accogliere 200 pazienti in terapia intensiva seguiti da 220 medici e 500 infermieri. Dieci giorni dopo ha annunciato di essere positivo al COVID-19 ed è stato ricoverato all’Ospedale San Raffaele; continuerà comunque a seguire i lavori alla Fiera, che vengono realizzati in soli dieci giorni grazie all’impiego di centinaia di addetti e alla donazione di circa 21 milioni di euro da parte di privati come Silvio Berlusconi, ed a coordinare quelli per la costruzione del nuovo COVID-hospital a Civitanova Marche da 42 letti di terapia intensiva e altrettanti di semi-intensiva inaugurato a maggio. Il 7 aprile è stato dimesso dall’ospedale.
A fine maggio è diventato consulente della Regione Sicilia per il “turismo sicuro”. Il 3 novembre seguente è diventato poi consulente a titolo gratuito della Regione Umbria per la gestione degli interventi emergenziali: in tre giorni è stato messo su l’ospedale da campo dell’Esercito Italiano a Perugia e a metà mese è stato pronto quello della Croce Rossa all'ospedale di Terni per alleggerire la pressione sulle strutture.
Il 2 febbraio 2021 è diventato consulente per la campagna vaccinale della Lombardia, sempre a titolo gratuito, incarico che è terminato alla fine di marzo 2022 con la fine dello stato di emergenza e dopo aver vaccinato più di 8,7 milioni di cittadini.
Il 2 novembre 2022 ha sostituito la dimissionaria Letizia Moratti come assessore al Welfare in Lombardia. Con la conferma di Attilio Fontana alle elezioni regionali in Lombardia del 2023, Bertolaso è restato come assessore.

## Controversie

### La gestione dei rifiuti in Campania
La gestione di Bertolaso della crisi dei rifiuti in Campania è stata oggetto di critiche, in particolare nel documentario Biùtiful cauntri. Guido Bertolaso risulta tra gli indagati nell'ambito dell'inchiesta "Rompiballe" per traffico illecito di rifiuti e truffa ai danni dello Stato. In seguito è stato assolto da tale accusa.

### La contrapposizione con Enzo Boschi sul terremoto dell'Aquila
Subito dopo il disastroso terremoto dell'Aquila del 2009 Bertolaso ha dichiarato che «in una conferenza stampa Boschi ha stabilito che non era prevedibile alcuna situazione di terremoto più violenta di quelle che si erano registrate». Boschi in relazione a ciò ha affermato «Il fatto che io possa avere escluso forti scosse in Abruzzo è assurdo» e che dunque «qualcuno ha mentito», aggiungendo di aver mandato «all'Ufficio sismico della Protezione civile un comunicato sulla sequenza in atto che non può essere certo considerato tranquillizzante». Boschi ha inoltre definito "del tutto irrituale" la riunione della Commissione grandi rischi convocata da Bertolaso all'Aquila il 31 marzo dopo una scossa di magnitudo 4, lamentando l'assenza di una discussione sulle misure da intraprendere, la conclusione prematura e il fatto che il verbale, invece di essere compilato subito dopo, venne prodotto immediatamente dopo il sisma del 6 aprile e gli venne presentato per firmarlo solo "per ragioni interne" quando invece fu pubblicato sui giornali.
Bertolaso ha replicato accusando Boschi di mettere in atto «un tentativo tardivo di esonero dalla propria responsabilità» e, quanto alle accuse «sulla confusione e la mendacità delle notizie diffuse dal dipartimento prima, durante e dopo il sisma», ha minacciato di ricorrere in tribunale. In realtà, ancor prima che sui giornali, il verbale della riunione del 31 marzo fu pubblicato, subito dopo il terremoto, sul sito del Dipartimento della protezione civile, assieme a quello del primo incontro tenutosi a seguito del disastro.

### Terremoto di Haiti del 2010
Recatosi a Haiti dopo il disastroso terremoto che ha colpito l'isola, Bertolaso ha messo in discussione l'operato degli Stati Uniti, criticando in particolare Barack Obama e Hillary Clinton, definendo la situazione patetica con una grande mancanza di un coordinamento e troppi show televisivi, presenti più per fare bella figura che per soccorrere i bisognosi. Hillary Clinton ha replicato quasi subito declassando l'intervento di Bertolaso a commento da bar dello sport.

### Dichiarazioni sull'emergenza in Abruzzo
Il 24 luglio 2010, in occasione del conferimento del premio "Guido Carletti per la solidarietà" a Montesilvano (Abruzzo), Guido Bertolaso ha dichiarato conclusa l'emergenza terremoto in Abruzzo, citando dati del comune. Le sue affermazioni, giunte in un momento in cui 30000 sfollati abruzzesi erano ancora alloggiati in albergo, hanno ricevuto critiche. Prima di lasciare la gestione della protezione civile, ha stabilizzato 150 precari che sono stati descritti su l'Espresso come suoi "fedelissimi".

## Procedimenti giudiziari

### Indagine sul G8 de La Maddalena
Il 10 febbraio 2010 è stato raggiunto da un avviso di garanzia nell'ambito di un'inchiesta sugli appalti del G8 che avrebbe dovuto svolgersi a La Maddalena e poi spostato all'Aquila. In seguito al provvedimento ha rimesso nelle mani del Consiglio dei Ministri la sua nomina a Capo Dipartimento della Protezione Civile Nazionale e Sottosegretario di Stato alla Presidenza del Consiglio dei ministri con delega alle emergenze, le dimissioni sono state però respinte dal Presidente del Consiglio Silvio Berlusconi.
Secondo l'accusa Bertolaso, insieme a diversi imprenditori e altri membri della Protezione Civile, sarebbe stato coinvolto in un meccanismo di subornazione, comprendente altri personaggi di rilievo degli ambienti dell'amministrazione pubblica (tra cui l'ex Presidente del Consiglio Superiore dei lavori pubblici Angelo Balducci), della politica e dell'imprenditoria, ruotante intorno a scambi di favori di svariata natura, anche sessuale, in cambio di appalti. Lo stesso Bertolaso, secondo il GIP di Firenze sarebbe stato fruitore "non solo di massaggi, ma di vere e proprie prestazioni sessuali".
Bertolaso si è lamentato per il mancato interrogatorio della massaggiatrice, che comunque ha rilasciato un'intervista. I pm stanno inoltre cercando di chiarire la provenienza di numerose rate di un affitto mensile di 1 500 euro per un appartamento in via Giulia 2, pagate, secondo il proprietario della casa, l'attore Raffaele Curi, da Angelo Zampolini, factotum di Diego Anemone, imprenditore romano proprietario insieme al fratello del Salaria Sport Village di Roma che avrebbe ricevuto alcuni importanti appalti pubblici dalla Protezione Civile.
Il 15 giugno, dopo un interrogatorio a Perugia, Bertolaso ha affermato che l'appartamento gli era stato dato in affitto da un amico, che si era rivolto all'Arcivescovo di Napoli ed ex Prefetto della Congregazione per l'Evangelizzazione dei Popoli Crescenzio Sepe. Bertolaso si è difeso, all'immediato scoppio del ciclone mediatico, sostenendo la legittimità del suo operato come "servitore dello Stato", ammettendo nondimeno la possibilità che durante la propria gestione della protezione civile l'operato di alcuni dei suoi collaboratori possa essergli sfuggito.
Il 12 luglio 2014 la Procura chiede l'archiviazione del caso. Il 9 agosto 2014 il giudice per le indagini preliminari accoglie la richiesta della procura e dispone l'archiviazione del procedimento in relazione a tutte le ipotesi di reato concernenti le vicende del porto-arsenale della Maddalena.
L'8 febbraio 2018 in relazione agli appalti del G8 viene assolto perché "il fatto non sussiste", mentre vengono condannati Balducci (6 anni e 6 mesi) e Anemone (6 anni).
Il 31 marzo 2021 Bertolaso e l’allora funzionario della Protezione Civile Angelo Borrelli vengono assolti dalla Corte dei Conti perché “il fatto non sussiste” dato che non c’è stato un danno erariale.

### Inchiesta sul terremoto dell'Aquila
Il 24 gennaio 2012 viene iscritto nel registro degli indagati dalla Procura dell'Aquila per omicidio colposo. Si potrebbe avere, dunque, un processo bis del procedimento contro la Commissione "Grandi Rischi" (la quale si riunì all'Aquila il 31 marzo 2009, cinque giorni prima del tragico terremoto) perché accusata di avere sottovalutato il pericolo del terremoto, causando così la morte di 309 persone.
Il 30 gennaio 2013 la Procura dell'Aquila chiede l'archiviazione del caso; tuttavia il 15 agosto 2013 la richiesta è respinta dal GIP, che dispone nuove indagini.
Il 22 novembre 2013 la Procura chiede nuovamente l'archiviazione del caso.
In seguito alle proteste delle parti civili, l'indagine è avocata dalla Procura Generale presso la Corte d'Appello. Questa divide l'indagine in due tronconi, chiedendo l'archiviazione per il primo e il rinvio a giudizio per il secondo.
Il 22 giugno 2015 il GIP archivia il primo troncone dell'inchiesta.
Il 29 ottobre Bertolaso viene rinviato a giudizio con l'accusa di omicidio colposo plurimo, per quanto riguarda il secondo troncone dell'inchiesta.
Il 20 settembre 2016, la difesa di Bertolaso rinuncia a presentare i propri testimoni, ma anche alla prescrizione del reato, che era prevista per il 6 ottobre. Il 30 settembre, il Tribunale dell'Aquila assolve Bertolaso dalle accuse per "non aver commesso il fatto". La sentenza di assoluzione viene confermata in appello il 17 luglio 2018.

### Lite colFatto Quotidiano
Nel 2013 Bertolaso è stato condannato dal Tribunale di Roma a risarcire per 6000 euro e al pagamento delle spese processuali per 5 000 euro ad Antonio Padellaro, Marco Travaglio e al quotidiano da loro diretto, per avere esperito una lite temeraria.